# Louis Rosenfeld
Louis Rosenfeld (1925) es un historiador de la ciencia estadounidense.
Es autor de obras como Origins of Clinical Chemistry: The Evolution of Protein Analysis (Academic Press Inc. 1982), Thomas Hodgkin: Morbid Anatomist and Social Activist (Madison Books, 1993), una biografía de Thomas Hodgkin, y  Four Centuries of Clinical Chemistry (Gordon and Breach Science Publishers, 1999), entre otras. También fue editor de Biographies and Other Essays on the History of Clinical Chemistry (1999).